# Lanzhotia brachycera
Genre
Espèce
Lanzhotia brachycera, unique représentant du genre Lanzhotia, est une espèce de collemboles de la famille des Neanuridae.

## Distribution
Cette espèce est endémique de Tchéquie.

## Publication originale
- Rusek, 1985 : Lanzhotia brachycera gen. n., sp. n. from central Europe (Collembola, Pseudachorutidae). Acta Entomologica Bohemoslovaca, vol. 82, no 3, p. 175-179.